# Episodi di Shin Chan (1995)
Questi sono gli episodi della serie anime Shin Chan mandati originariamente in onda nel 1995. Alcuni di questi episodi, quelli che nella lista presentano il titolo italiano, sono arrivati in Italia.
Ogni episodio è diviso in mini-episodi della durata di circa 10 minuti l'uno.

## Episodi
| Nº Ja       | Nº It | Titolo italiano Titolo giapponese 「Kanji」 - Rōmaji | In onda           | In onda           |
| Nº Ja       | Nº It | Titolo italiano Titolo giapponese 「Kanji」 - Rōmaji | Giapponese        | Italiano          |
| Speciale 8  | –     | 「冬のナベはサイコーだゾ〈再〉」 - Fuyu no nabe wa saikō dazo〈Sai〉 「ママとのお約束条項だゾ〈再〉」 - Mama to no o yakusoku jōkō dazo〈Sai〉 「グアムはサイコーだゾ〈再〉」 - Guamu wa saikō dazo〈Sai〉 「獄のセールスレディだゾ〈再〉」 - Goku no sērusuredi dazo〈Sai〉 「アクション仮面スペシャルだゾ〈再〉」 - Akushon kamen supesharu dazo 〈Sai〉 「アクション仮面が最終回!だゾ〈再〉」 - Akushon kamen ga saishūkai! Dazo 〈Sai〉 「夢の世界の大ボーケンだゾ〈再〉」 - Yume no sekai no dai bōken dazo 〈Sai〉 「ぶりぶりざえもんの冒険（雷鳴編）〈再〉」 - Buriburi zaemon no bōken (raimei-hen) 〈Sai〉 「ぶりぶりざえもんの冒険（風雲編）〈再〉」 - Buriburi zaemon no bōken (fūun-hen) 〈Sai〉 「サッカー大会だゾ〈再〉」 - Sakkā taikai dazo 〈Sai〉 「野原家のリコンだゾ〈再〉」 - Nohara-ka no rikon dazo 〈Sai〉 | 2 gennaio 1995    | —                 |
| 128         | –     | 「お正月はにぎやかだゾ」 - Oshogatsu ha nigiyaka da zo 「スキーにでかけるゾ」 - Sukii ni dekakeru zo 「ゲレンデは大騒ぎだゾ」 - Gerende ha osawagi da zo | 9 gennaio 1995    | —                 |
| 129         | –     | 「火の用心するゾ」 - Hi no yōjin suru zo 「マサオ君はモテモテだゾ」 - Masao-kun wa motemote da zo 「おモチはおいしいゾ」 - O-mochi wa oishii zo | 16 gennaio 1995   | —                 |
| 130         | –     | 「まさえおばさんが来たゾ」 - Masae obasan ga kita zo 「子供はカゼの子だゾ」 - Kodomo ha kaze no ko da zo 「やっぱりカゼをひいたゾ」 - Yappari kaze wo hiita zo | 23 gennaio 1995   | —                 |
| 131         | –     | Apuntamanto galante 「おデートするゾ」 - O-deeto suru zo Le signore del wrestling 「女子プロレスのファンだゾ」 - Joshi puroresu no fan da zo Stanotte ha nevicato 「雪かきは楽しいゾ」 - Yukikaki ha tanoshii zo | 30 gennaio 1995   | 2005-2007         |
| 132         | –     | 「赤ちゃんは可愛いゾ」 - Akachan ha kawaii zo 「風間くんの息抜きだゾ」 - Kazama-kun no ikinuki da zo 「車の運転は危険だゾ」 - Kuruma no unten ha kiken da zo | 6 febbraio 1995   | —                 |
| 133         | –     | 「落書きしちゃったゾ」 - Rakugaki shi chatta zo 「福ぶくろを買うゾ」 - Fukubukuro wo kau zo 「受験生に気をつかうゾ」 - Jukensei ni ki wo tsukau zo | 13 febbraio 1995  | —                 |
| 134         | –     | 「ティッシュで遊ぶゾ」 - Tisshu de asobu zo 「幼稚園でお昼寝だゾ」 - Yōchien de o hirune da zo 「冬の星座を見るゾ」 - Fuyu no seiza o miru zo | 20 febbraio 1995  | —                 |
| 135         | –     | 「お習字をするゾ」 - O-shūji wo suru zo 「テレビ局の見学だゾ」 - Terebi kyoku no kengaku da zo 「テレビがこわれたゾ」 - Terebi ga kowareta zo | 27 febbraio 1995  | —                 |
| 136         | –     | 「食事のマナーは厳しいゾ」 - Shokuji no manaa ha kibishii zo 「回らん板をまわすゾ」 - Kairan ban o mawasu zo 「親子で立ち読みだゾ」 - Oyako de tachiyomi da zo | 6 marzo 1995      | —                 |
| 137         | –     | 「シロとお風呂だゾ」 - Shiro to o-furo da zo 「恋の応援をするゾ」 - Koi no ōen o-suru zo 「恋の道はきびしいゾ」 - Koi no michi ha kibishii zo | 13 marzo 1995     | —                 |
| 138         | –     | 「かわいいシロへびだゾ」 - Kawaii shiro hebi da zo 「一流ホテルの夜だゾ」 - Ichiryū hoteru no yoru da zo 「アクションランドで遊ぶゾ」 - Action Land de asobu zo | 20 marzo 1995     | —                 |
| 139         | –     | Un comportamento ineccepibile「春の朝はのどかだゾ」 - Haru no asa ha nodoka da zo Un paziente particolare「シロがお病気だゾ」 - Shiro ga o-byōki da zo Tutti al picnic「お花見で盛りあがるゾ」 - O-hanami de moriagaru zo | 27 marzo 1995     | 2005-2007         |
| 140         | –     | Mi riciclo「チリ紙交換するゾ」 - Chiri shi kōkan suru zo Una notte senza TV 「テレビをこわしたゾ」 - Terebi wo kowashita zo L'amico ritrovato「シロとぬいぐるみだゾ」 - Shiro to nuigurumi da zo | 3 aprile 1995     | 2005-2007         |
| Speciale 9  | –     | 「原始時代のしんちゃんだゾ（その１）」 - Genshijidai no Shin-chan da zo (sono 1) 「原始時代のしんちゃんだゾ（その２）」 - Genshijidai no Shin-chan da zo (sono 2) 「ナットウでケンカだゾ」 - Nettō de kenka da zo 「ボーちゃんのプロポーズだゾ」 - Boo-chan no puropoozu da zo Una disavventura di Shiro 「酔っぱらいシロだゾ」 - Yopparai Shiro da zo | 10 aprile 1995    | — 13 luglio 2009  |
| 141         | –     | Mancata promessa「ドライブに行きたいゾ」 - Doraibu ni ikitai zo Voglio una mia stanza「オラの部屋が欲しいゾ」 - Ora no heya ga hoshii zo Il collega di papà「恋の予感がするゾ」 - Koi no yokan ga suru zo | 17 aprile 1995    | 2005-2007         |
| 142         | –     | 「名運転手(ドライバー)みさえだゾ」 - Mei doraibaa Misae da zo 「母ちゃんの交通事故だゾ」 - Kaa-chan no kōtsūjiko da zo 「まつざか先生の春だゾ」 - Matsuzaka-sensei no haru da zo | 24 aprile 1995    | —                 |
| 143         | –     | 「アイドルと握手だゾ」 - Aidoru to akushu da zo 「かすかべ防衛隊だゾ」 - Kasukabe bōeitai da zo 「デートの見物だゾ」 - Deeto no kenbutsu da zo | 1º maggio 1995    | —                 |
| 144         | –     | 「大相撲を見に行くゾ」 - O-Zumō o-mi ni iku zo 「よしなが先生は酒乱だゾ」 - Yoshinaga sensei ha shuran da zo 「父ちゃんと残業だゾ」 - Tōchan to zangyō da zo | 8 maggio 1995     | —                 |
| 145         | –     | 「父ちゃんが出張だゾ」 - Tō-chan ga shutchō da zo 「父ちゃんが出ていくゾ」 - Tō-chan ga dete iku zo 「父ちゃんとお別れだゾ」 - Tō-chan to o-wakare da zo | 15 maggio 1995    | —                 |
| 146         | –     | Libera uscita per papà「父ちゃんがいない夜だゾ」 - Tō-chan ga inai yoru da zo Il terribile Hirohito「野球するのも大変だゾ」 - Yakyū suru no mo taihen da zo Shin Chan casalinga「プッツンしちゃうゾ」 - Puttsun shichau zo | 22 maggio 1995    | 2005-2007         |
| 147         | –     | 「おとなの味を飲むゾ」 - Otona no aji wo nomu zo 「ネネちゃんをお見舞だゾ」 - Nene-chan wo o-mimai da zo 「助っ人じいちゃんだゾ」 - Suketto jii-chan da zo | 5 giugno 1995     | —                 |
| 148         | –     | 「組長先生はこわいゾ」 - Kumichō-sensei wa kowai zo 「父ちゃんの災難だゾ」 - Tō-chan no sainan da zo 「大阪で食いだおれるゾ」 - Oosaka de kui da oreru zo | 12 giugno 1995    | —                 |
| 149         | –     | 「たくさん買い物をするゾ」 - Takusan kaimono wo suru zo 「バードウォッチングだゾ」 - Baado wotchingu da zo 「ビデオレター出すゾ」 - Bideo retaa dasu zo | 19 giugno 1995    | —                 |
| 150         | –     | 「父ちゃんが帰ってくるゾ」 - Tō-chan ga kaette kuru zo 「紅さそり隊の師匠だゾ」 - Beni sasori tai no shishō da zo 「タコ焼きを作るゾ」 - Takoyaki wo tsukuru zo | 26 giugno 1995    | —                 |
| 151         | –     | 「赤ちゃんと遊ぶゾ」 - Aka-chan to asobu zo 「つり堀は大さわぎだゾ」 - Tsurihori wa oosawagi da zo 「ヤネウラの散歩だゾ」 - Yaneura no sanpo da zo | 3 luglio 1995     | —                 |
| 152         | –     | 「雨ふりザーザーだゾ」 - Amefuri zaazaa da zo 「真夜中の楽しみだゾ」 - Mayonaka no tanoshimi da zo 「愛の七夕祭りだゾ」 - Ai no tanabata matsuri da zo | 10 luglio 1995    | —                 |
| 153         | –     | Lezioni di rimorchio「ナンパの道はきびしいゾ」 - Nanpa no michi wa kibishii zo Una serata tutta per noi 「食あたりはつらいゾ」 - Shoku atari wa tsurai zo In ospedale 「病院にお泊まりだゾ」 - Byōin ni o-tomari da zo | 17 luglio 1995    | 2005-2007         |
| 154         | –     | Visita a sorpresa 「じいちゃんの家出だゾ」 - Jii-chan no iede da zo Allo zoo con il nonno「女子大は楽しいゾ」 - Joshidai wa tanoshii zo Il nonno non se ne va più「じいちゃんは人騒がせだゾ」 - Jii-chan wa hitosawagase da zo | 7 agosto 1995     | 2005-2007         |
| 155         | –     | 「風間くんとお遊びだゾ」 - Kazama-kun to o-asobi da zo 「プールで遊ぶゾ」 - Pūru de asobu zo 「まだまだプールで遊ぶゾ」 - Madamada pūru de asobu zo | 14 agosto 1995    | —                 |
| 156         | –     | 「今年の水着を選ぶゾ」 - Kotoshi no mizugi wo erabu zo 「民宿にお世話になるゾ」 - Minshuku ni o-sewa ni naru zo 「まつざか先生の危機だゾ」 - Matsuzaka-sensei no kiki da zo | 21 agosto 1995    | —                 |
| 157         | –     | 「トイレに閉じこめられたゾ」 - Toire ni tojikomerareta zo 「まつざか先生のリヤカーだゾ」 - Matsuzaka-sensei no riyakaa da zo 「花火大会に行くゾ」 - Hanabi taikai ni iku zo | 28 agosto 1995    | —                 |
| 158         | –     | 「オラはベビーシッターだゾ」 - Ora wa bebiishittaa da zo 「父ちゃんを追跡だゾ」 - Tō-chan wo tsuiseki da zo 「配達の使命をはたすゾ」 - Haitatsu no shimei wo hatasu zo | 4 settembre 1995  | —                 |
| 159         | –     | 「夢見る父ちゃんだゾ」 - Yume miru tō-chan da zo 「ネネちゃんがおこったゾ」 - Nene-chan ga o-kotta zo 「プロポーズ記念日だゾ」 - Puropoozu kinenbi da zo | 11 settembre 1995 | —                 |
| 160         | –     | 「宝物のおパンツだゾ」 - Takaramono no o-pantsu da zo 「おパンツが飛んだゾ」 - O-pantsu ga ton da zo 「おパンツの自まんだゾ」 - O-pantsu no jiman da zo | 18 settembre 1995 | —                 |
| Speciale 10 | –     | Gioco a fare il tassista 「タクシーごっこするゾ」 - Takushii gokko suru zo 「大西部劇 野原の用心棒」 - Nohara no yōjinbō 「デパートの屋上で遊ぶゾ」 - Depaato no okujō de asobu zo 「組長先生のカメラマンだゾ」 - Kumichō-sensei no kameraman da zo 「アクション仮面パワーアップだゾ」 - Action Kamen pawaa appu da zo 「寝ちがえた母ちゃんだゾ」 - Ne chigae ta kaachan da zo 「大西部劇 続・野原の用心棒」 - Nohara no yōjinbō | 25 settembre 1995 | 6 luglio 2009 — — |
| 161         | –     | 「運動会で活やくだゾ」 - Undōkai de katsuyaku da zo 「朝帰りでボロボロだゾ」 - Asagaeri de boroboro da zo 「母ちゃんのゴルフ体験だゾ」 - Kaa-chan no gorufu taiken da zo | 9 ottobre 1995    | —                 |
| 162         | –     | 「キャプテンしんちゃんだゾ」 - Kyaputen Shin-chan da zo 「父ちゃんの同窓会だゾ」 - Tō-chan no dōsōkai da zo 「同窓会は楽しいゾ」 - Dōsōkai wa tanoshii zo | 16 ottobre 1995   | —                 |
| 163         | –     | 「ペンギンの恩返しだゾ」 - Pengin no ongaeshi da zo 「焼きそばが爆発だゾ」 - Yakisoba ga bakuhatsu da zo 「雨の日のお迎えだゾ」 - Ame no hi no o-mukae da zo | 23 ottobre 1995   | —                 |
| 164         | –     | 「父ちゃんのお尻がビョーキだゾ」 - Tō-chan no o-shiri ga byōki da zo 「オラは正義の忍者だゾ」 - Ora wa seigi no ninja da zo 「父ちゃんの入院だゾ」 - Tō-chan no nyūin da zo | 30 ottobre 1995   | —                 |
| 165         | –     | 「父ちゃんの手術だゾ」 - Tō-chan no shujutsu da zo 「父ちゃんの入院生活だゾ」 - Tō-chan no nyūin seikatsu da zo 「高級ステーキ肉を買うゾ」 - Kōkyū suteeki niku wo kau zo | 6 novembre 1995   | —                 |
| 166         | –     | 「オラと３人の盗賊だゾ」 - Ora to sannin no tōzoku da zo 「アクション仮面 恐怖の蜘蛛ロボット」 - Action Kamen: Kyōfu no kumo robotto 「シロの家を改築だゾ」 - Shiro no ie wo kaichiku da zo | 13 novembre 1995  | —                 |
| 167         | –     | Tutto per una patata「枯れ葉のソージだゾ」 - Kareha no sōji da zo La fidanzata di papozzo「冬じたくをするゾ」 - Fuyujitaku wo suru zo Una nuova amicizia「シロの愛情物語だゾ」 - Shiro no aijō monogatari da zo | 20 novembre 1995  | 2005-2007         |
| 168         | –     | Giochiamo con mamma「ボーちゃんと鬼ごっこだゾ」 - Boo-chan to onigokko da zo L'appuntamento di Midori「デートについていくゾ」 - Deeto ni tsuite iku zo Un sogno realizzato「デートをもりあげるゾ」 - Deeto wo mori ageru zo | 27 novembre 1995  | 2005-2007         |
| 169         | –     | 「怒りの紅さそり隊だゾ」 - Ikari no beni sasori tai da zo 「立ち読みは許さないゾ」 - Tachiyomi wa yurusanai zo 「ヘソクリは秘密だゾ」 - Hesokuri wa himitsu da zo | 4 dicembre 1995   | —                 |
| 170         | –     | 「一家そろって発熱だゾ」 - Ikka sorotte hatsunetsu da zo 「防衛隊の活やくだゾ」 - Bōeitai no katsuyaku da zo 「寒い夜はお風呂だゾ」 - Samui yoru wa o-furo da zo | 11 dicembre 1995  | —                 |
| 171         | –     | 「誘われたまつざか先生だゾ」 - Sasowareta Matsuzaka-sensei da zo 「アクション仮面 ビッグウェーブ作戦」 - Action Kamen: Biggu weebu sakusen 「忘年会は疲れるゾ」 - Bōnenkai wa tsukareru zo | 18 dicembre 1995  | —                 |
| Speciale 11 | –     | 「ぶりぶりざえもんの冒険 (飛翔編)」 - Buriburi Zaemon no bōken (Hishō-hen) 「ぶりぶりざえもんの冒険 (電光編)」 - Buriburi Zaemon no bōken (Denkō-hen) 「幼稚園のクリスマス会だゾ〈再〉」 - Yōchien no kurisumasu-kai dazo 〈Sai〉 「劇画クレヨンしんちゃん」 - Gekiga Kureyonshinchan 「X'マスプレゼントが欲しいゾ〈再〉」 - X' masu purezento ga hoshī zo 〈Sai〉 「酔っぱらい母ちゃんだゾ〈再〉」 - Yopparai kāchan dazo 〈Sai〉 「二次会は大好きだゾ〈再〉」 - Nijikai wa daisuki dazo 〈Sai〉 「シロもけっこう大変だゾ」 - Shiro mo kekkō taihen dazo 「マッチ売りのオラだゾ〈再〉」 - Matchiuri no ora dazo 〈Sai〉 「さるかに合戦だゾ」 - Sarukanigassen dazo | 25 dicembre 1995  | —                 |